# Eutrichota lipsia
Eutrichota lipsia är en tvåvingeart som först beskrevs av Walker 1849.  Eutrichota lipsia ingår i släktet Eutrichota och familjen blomsterflugor. Inga underarter finns listade i Catalogue of Life.